# Augyles flavidus
Augyles flavidus is een keversoort uit de familie oevergraafkevers (Heteroceridae). De wetenschappelijke naam van de soort is voor het eerst geldig gepubliceerd in 1794 door Rossi.
De diersoort komt voor in Zimbabwe.